# Haplohymenium exile
Haplohymenium exile là một loài Rêu trong họ Thuidiaceae. Loài này được (Mitt.) Broth. mô tả khoa học đầu tiên năm 1909.